# Donas de fuera
Donas de fuera (Spaans voor "De dames van buiten"; Sicilië stond onder Spaans bewind) zijn mythisch wezens uit Sicilië, vergelijkbaar met feeën. In de 16e tot midden 17e eeuw speelden ze een rol in de heksenprocessen in Sicilië.

## Folklore
Volgens de Siciliaanse folklore nemen ze contact met mensen op, meestal vrouwen. Deze vrouwen nemen ze mee naar Benevento. De benaming Donas de Fuera geldt voor de feeën zowel als voor de vrouwen die met hen verbonden waren. Ze werden beschreven als schoonheden gekleed in wit, rood of zwart. Ook werd verteld dat ze mannelijk of vrouwelijk kunnen zijn. Hun voeten waren als de poten van katten, paarden of van een eigenaardige "ronde" vorm. Ze kwamen in groepen van vijf of zeven en een mannelijke fee speelde de luit of de gitaar tijdens het dansen. De feeën en de mensen werden verdeeld in groepen van verschillende aantallen (verschillende voor edele en niet-edele mensen), onder leiding van een vaandrig.
Elke dinsdag, donderdag en zaterdag ontmoetten de feeën de mensen die tot hun groep behoorden in het bos. In maart kwamen meerdere groepen samen en hun "prins" instrueerde hen om welwillende wezens zijn. Een groep genaamd De Zeven Feeën kon zich transformeren tot katten en iets genaamd aydon; ayodons zijn in staat om te doden.
De feeën kunnen gemakkelijk worden beledigd door de mens. Er is een verhaal over een man die niet in verband met de feeën was. Hij stootte tegen een fee die naar zijn muziek luisterde en kreeg daarna een pijnlijke kramp. Een ander verhaal gaat over een aantal mensen die de feeën hadden gestoord terwijl ze van huis tot huis reisden. De feeën eten en drinken terwijl ze routinematig zuigelingen omarmen. Bij die gelegenheden betaalde de persoon in kwestie een van de mensen die in verband met de feeën stond, om de gastheer van een diner bij hen thuis te zijn terwijl de eigenaren van het huis sliepen.

## Heksenprocessen
Tussen 1579 en 1651 waren er een aantal heksenprocessen in Sicilië. Van de proefprocessen die aan de Spaanse Inquisitie's Suprema in Madrid waren gezonden door het Siciliaanse tribunaal, werd van 65 mensen, acht van hen man, verondersteld dat ze medewerkers van feeën waren. Ze werden beschuldigd van tovenarij.
De inquisitie veroordeelde hen als heksen, maar vaak namen ze deze gevallen niet serieus omdat de verdachten nooit de duivel in hun bekentenissen noemden. De inquisitie heeft in sommige gevallen de vergaderingen met de feeën als gebeurtenissen vergelijkbaar met een heksensabbat betiteld, maar de lokale bevolking hield een positief beeld van de verschijnselen en de inquisitie kwam daarom niet tot veroordelingen. De verdachten zeiden dat ze in contact met de feeën waren gekomen, omdat ze "zoet bloed" hadden en in de meeste gevallen gingen naar de bijeenkomsten op een niet-stoffelijke manier. Ze verlieten hun werkelijke lichamen. Dit is vergelijkbaar met het concept van astrale projectie en was iets wat ze gemeen hadden met de Benandanti, een verwante groep die ook vervolgd werd door de inquisitie.
In vergelijking met de omringende landen, waren de heksenprocessen in Sicilië relatief mild: in de meeste gevallen werden de verdachten ofwel bevrijd, veroordeeld tot ballingschap of gevangengezet, in plaats van ter dood veroordeeld. Hoewel de verdachte af en toe getuigden dat sommige edelen deelnamen aan deze activiteiten, werden de verdachten zelf over het algemeen beschreven als arm en meestal vrouwelijk.
De verdachten gavenhun getuigenis aan de inquisitie zonder te worden gemarteld. Folklore rondom feeën was gemeengoed in deze tijd en, naar verluidt, mensen schaamden zich niet voor hun daden. Enkele mensen zullen zich niet gerealiseerd hebben dat hun geloof zou worden gehaat door de christelijke kerk. Volgens enkele verdachten spraken de feeën niet graag over de christelijke God of de Maagd Maria. Ondanks dit feit beschouwden de verdachten hun geloof niet als strijdig met de waarden van het christendom. De inquisitie had niet veel belangstelling in de Siciliaanse feeën, in plaats daarvan probeerden ze om de verdachten hun getuigenissen te veranderen naar de traditionele heksensabbat met demonen en duivels in plaats van feeën. In sommige gevallen lukte dit, maar in het algemeen bleef de lang gekoesterde overtuiging dat feeën welwillende wezens zijn nog lang bestaan in Sicilië.
In 1630 werd de medicijnvrouw Vicencia la Rosa veroordeeld tot verbanning en haar werd ook verboden ooit iets over feeën te vertellen. Na haar veroordeling bleef ze echter verhalen vertellen over haar persoonlijke fee genaamd Martinillo, die haar meenam naar "Benevento" alwaar ze seks had en over geneeskunde leerde. Ze werd opnieuw gearresteerd en levenslang verbannen uit Sicilië.
De vissersvrouw van Palermo was een Italiaanse vrouw die voor hekserij berecht werd in 1588. Ze beweerde contact te hebben met feeën en haar bekentenis was een van de eerste die het contact tussen feeën en mensen op Sicilië beschrijft. Haar geval was een van de eerste van vele heksenprocessen in Sicilië geassocieerd met feeën en haar bekentenis was typisch voor fee-gerelateerde zaken.
Ze vertelde dat toen ze een kind van acht jaar oud was ze door de lucht was gevlogen met een groep vrouwen op geiten tot een uitgestrekt gebied op het vasteland van het Koninkrijk Napels wat Benevento genoemd werd, alwaar een rood-gekleurde tiener en een mooie vrouw op een troon zaten. Volgens haar bekentenis werden ze de Koning en de Koningin genoemd. Ze zei dat de leider van de vrouwen die haar daarnaartoe gebracht had, vertelde dat ze beloond zou worden als ze op haar knieën voor de koning en koningin van de elfen zou vallen en hen trouw zou beloven. De feeën zouden haar rijkdom, schoonheid en knappe mannen (met wie ze seks zou kunnen hebben) geven en ze zou niet God of de Heilige Maagd te hoeven aanbidden. De leider van de vrouwen had er ook aan toegevoegd dat zij niet moest spreken over de Maagd Maria in aanwezigheid van de feeën.
De vissersvrouw beloofde de Koning als God en de Koningin als Godin te aanbidden en ze zwoer haar trouw in een boek met vele brieven.
De fisherwife vervolgens ingestemd met de koning als een aanbidden God en de Koningin als een Godin, en zij zwoer haar trouw op een boek dat vastgehouden werd door de leider van de vrouwen. Ze beloofde haar lichaam en ziel aan de goddelijke paar. Hierna werden tafels met voedsel gebracht, en iedereen at, dronk en had seks met elkaar. Ze beweerde ook dat ze seks met meerdere mannen had in korte tijd, waarna ze meldde dat ze was ontwaakt als uit een droom. Ze beweerde dat ze niet wist dat dit zondig was voordat de priester haar had verteld dat dit soort dingen het werk van Satan zijn. Ze zei dat ze er toch mee doorgegaan was, omdat het haar zo gelukkig had gemaakt. Soms haalden de feeën haar voordat ze in slaap viel om te voorkomen dat haar man en kinderen er iets van merkten. Ze beweerde dat ze de hele tijd wakker was. Zij verklaarde ook dat de koning en de koningin haar medicijnen hadden gegeven om de zieken te genezen, zodat ze kon geld te verdienen.
Na deze vrijwillig gegeven verklaring ondervroeg de inquisitie de vissersvrouw door middel van suggestieve vragen. De inquisitie was van mening dat feeën niet bestaan, ze waren een overblijfsel van een heidense bijgeloof dat moest worden uitgeroeid en niet serieus moest worden genomen. Daarom moesten de gebeurtenissen die de vissersvrouw beschrijft een droom geweest zijn, in welk geval de inquisitie haar verhaal over de feeën kon aanvaarden. Als het niet om een droom zou gaan, wezen de gebeurtenissen op een heksensabbat en zou de vissersvrouw een heks moeten zijn. Na de ondervraging kwam de inquisitie tot de conclusie dat het om een droom ging.